# Berlinski zid (glasbena skupina)
Berlinski zid je slovenska punk glasbena skupina, ki je obstajala med letoma 1978 in 1980 v Ljubljani. Člani so bili vokalist Brane Bitenc (kasneje Otroci socializma), basist Matjaž Osvald, kitarist Miha Štamcar, bobnar Roman Dečman (kasneje Otroci socializma in Laibach), vokalist in klaviaturist Sašo Solarovič (kasneje Ghost Riders in Hic et nunc) in bobnar Slavko Kamenič. S skupino je sodelovala tudi Alenka Marsenič iz skupine Čao pič-ke.
Na odmevni kompilaciji Novi punk Val iz leta 1981 sta njihovi pesmi »Možgani na asfaltu« in »Po cestah mesta«, njihova pesem »Revolucija 2000« velja za eno najbolj znanih v slovenskem punku. Skupina je razpadla leta 1980, ko so nekatere člane zaprli.